# Gota (arquitetura)

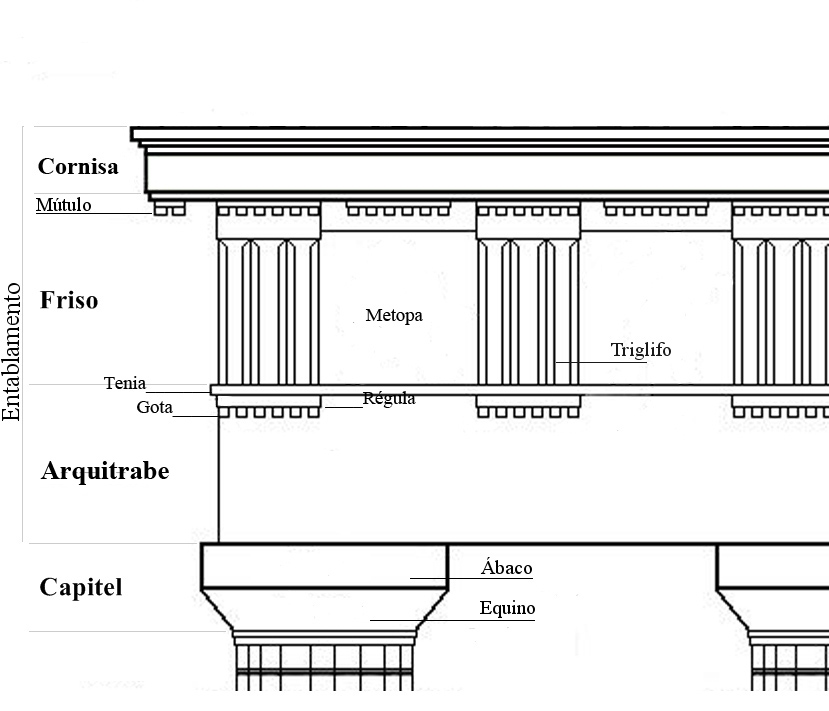
Elementos arquitetónicos da ordem dórica.

Gota, em arquitetura, é um motivo ornamental em forma de um glóbulo ou pera, colocado sob uma cornija, sob um tríglifo, sob uma consola, etc. Este pequeno elemento ornamental das gotas já aparecia na arquitetura grega arcaica. No entablamento da ordem dórica, corresponde a pequenos elementos, geralmente cilíndricos ou tronco-cónicos, que pendem sob o mútulo da moldura e as regulae (regra) ou ténia do friso.
Os ornamentos da arquitetura grega clássica correspondem a elementos que eram funcionais na arquitetura de madeira e terracota do período arcaico. O mútulo representa simbolicamente o pedaço de madeira através do qual os pernos eram enfiados para fixar a viga seguindo a inclinação do telhado. A queda é, portanto, simbolicamente, uma "petrificação" dessas cavilhas usadas quando o entablamento era feito de madeira. .
|  |  |  |